# 小行星9307
小行星9307（英語：9307 Regiomontanus）是一颗围绕太阳公转的小行星。1987年8月21日，佛蒙特·伯根在陶腾堡发现了此天体。
这颗小行星的绝对星等为7.83145等。